# Stampede
Bij een stampede (in het Nederlands ook bekend als stormloop) gaat een grote groep dieren rennen zonder duidelijke richting of doel. Bij mensen wordt dit vaak veroorzaakt door een paniekuitbraak. Door dit gedrag wordt de paniek alleen maar versterkt, met soms dramatische gevolgen.
Een stampede bij een grote kudde dieren (bijvoorbeeld olifanten of buffels) verwoest vaak alles op zijn pad. Veehoeders, soms cowboys genoemd, zullen proberen een stormloop (stampede) van koeien om te buigen, zodat de dieren in het rond komen te rennen, om zodoende te voorkomen dat ze zichzelf vernietigen (door zich van een klif of in een rivier te storten) of have en goed van mensen beschadigen.